# Gornja Ploča
Gornja Ploča je vesnice v Chorvatsku, v Licko-senjské župě, v opčině Lovinac. V roce 2011 zde žilo 45 obyvatel. Nejvíce obyvatel je srbské národnosti.

## Poloha
Gornja Ploča je situována v severovýchodní části regionu Lika při hlavní chorvatské dálnici A1 (E71) 3,6 km od exitu 13 mezi městy Gospić a Sveti Rok na téže dálnici. Od Gospiće je vzdálena 27 kilometrů, od Lovinace 8 kilometrů. Vesnicí prochází chorvatská silnice D522, která spojuje dálnici A1 se státní silnicí D1 na Udbinu a Plitvická jezera.

## Jeskyně Debeljača
Byla objevena při těžbě kamene pro dálnici v letech 2002-2004.